# Osen (Vratsa)
Osen (Bulgaars: Осен) is een dorp in het noordwesten van Bulgarije. Zij is gelegen in de gemeente Krivodol in de oblast Vratsa. Het dorp ligt ongeveer 20 km ten noorden van Vratsa, 50 km ten zuidoosten van Montana en 79 km ten noorden van de hoofdstad Sofia. 

## Bevolking
De telling van 1934 registreerde 1.129 inwoners. Dit aantal bereikte in 1956 een hoogtepunt van 1.266 personen. Sindsdien loopt het bevolkingsaantal in een rap tempo terug. Op 31 december 2019 werden er 216 inwoners geteld. 
Van de 251 inwoners reageerden er 246 op de optionele volkstelling van 2011. Alle inwoners waren etnische Bulgaren (100%).
De bevolking van het dorp is sterk vergrijsd. Van de 251 inwoners die in februari 2011 werden geregistreerd, waren er 6 jonger dan 15 jaar oud (2%), terwijl er 127 inwoners van 65 jaar of ouder werden geteld (47%).